# WinSCP
WinSCP(Windows Secure CoPy)는 마이크로소프트 윈도우용으로 개발된 자유-오픈 소스 소프트웨어이고, SFTP, SCP 및 FTP 클라이언트이다. 주요 기능은 로컬 및 원격 컴퓨터 간 보안 파일 전송이다. 그뿐 아니라 WinSCP는 기본적인 파일 관리자와 파일 동기화 기능을 제공한다. 보안 전송의 경우 시큐어 셸 (SSH)을 사용하고 SFTP을 포함한 SCP 프로토콜도 지원한다. CNET 에디터 점수로 5별 만점에 5별을 받았으며 FTP 소프트웨어 인기도 분야에서 2위를 기록하였다.

## 참조
1. ↑  “Release 6.5”. 2025년 3월 31일. 2025년 3월 31일에 확인함.
2. ↑  “WinSCP Translations”. 《winscp.net》. 2021년 11월 9일에 확인함.
3. ↑  “Project History :: WinSCP”. 《winscp.net》. 2023년 2월 16일.
4. ↑  CNET WinSCP review